# The Good Left Undone
Singles de Rise Against
Prayer of the Refugee
(2006) Re-Education (Through Labor)
(2008)
The Good Left Undone est une chanson du groupe de punk hardcore Rise Against. Il s'agit également du troisième single extrait de leur quatrième album studio, The Sufferer and the Witness.

## Clip vidéo
Le clip alterne entre des scènes montrant le groupe jouant le morceau et des scènes montrant une fille qui est d'abord dans une cabane en bois puis va dehors, dans un champ de fleurs.